# Federazione rumena di ginnastica
La Federazione rumena di ginnastica ( Federația Română de Gimnastică in romeno) è la federazione sportiva nazionale che governa la ginnastica in Romania, fondata il 14 settembre 1906; è presieduta da Adrian Stoica, e i vice-presidenti sono Simona Amânar e Dănuţ Grecu.
È associata alla Unione Europea di Ginnastica e alla Federazione Internazionale di Ginnastica.